# Мокієнко Федір Васильович
Фе́дір Васи́льович Мокі́єнко  (19 березня 1910, Кобеляки, Полтавська губернія, Російська імперія — 25 серпня 1988, місто Київ) — український радянський державний діяч, голова виконкому Київської міської ради депутатів трудящих у 1944–1946 роках.

## Біографія
Народився в місті Кобеляки (нині Полтавська область) в родині робітників. Працював на цукровому заводі, вчився у ФЗУ, згодом — на комсомольській роботі. Член ВКП(б) з 1931 року. Під час колективізації направлений уповноваженим до Смілянського району Черкаської та Ставищенського району Київської областей, де особисто провадив насильницькі дії проти тамтешніх селян.
У 1929–1934 роках навчався у Київському хіміко-технологічному інституті, по закінченні якого працював на будівництві Лохвицького заводу безводного алкоголю, начальником відділу капітального будівництва Спиртотресту у Києві. Потім перебував на партійній роботі. 1938 року переїхав до Києва, де з 1939 по 1941 рік працював інструктором промислово-транспортного відділу, завідувачем сектора промислово-транспортних кадрів, завідувачем особливого сектора Київського обласного і міського комітетів КП(б)У.
З 16 травня по вересень 1941 року — секретар Київського обласного комітету КП(б)У по машинобудівній промисловості.
На початку німецько-радянської війни керував будівництвом Київського укріпрайону та військових аеродромів. Служив старшим інструктором політичного відділу 20-ї танкової дивізії, військовим комісаром 25-ї залізничної бригади, начальником політичного відділу залізничних військ Північнокавказького фронту. Як політпрацівник брав участь у військових діях у складі 5-ї армії Південно-Західного фронту. Воював також під Москвою, на Кавказі, брав участь у вигнані нацистських окупантів з України, був нагороджений орденами Вітчизняної війни 2-го ступеня, Червоної Зірки. 1943 року відкликаний для партійної роботи, став 2-м секретарем Київського міського комітету КП(б)У і членом бюро обкому та міськкому.
У червні 1944 року був затверджений головою виконавчого комітету Київської міської ради депутатів трудящих. Займався відновленням міського господарства після війни. 2 лютого 1946 року був звільнений з посади та призначений заступником секретаря Київського обкому КП(б)У по паливній промисловості і завідувачем відділу паливної промисловості Київського обласного комітету КП(б)У.
З березня 1947 року — 1-й заступник голови виконавчого комітету Київської міської ради депутатів трудящих.
З 1953 року керував Київським обласним управлінням легкої, місцевої та харчової промисловості.
У липні 1956–1958 роках — заступник голови виконавчого комітету Київської обласної ради депутатів трудящих.
Пізніше працював управляючим трестами «Цукроспецбуд», «Київоблмістпром», директором Київського лакофарбного заводу. На 1970 рік — заступник начальника Українського виробничого об'єднання промисловості лаків і фарб (ВО «Укрлакофарба»).
Потім — на пенсії в Києві, де й помер 25 серпня 1988 року.

## Нагороди
- орден «Знак Пошани» (26.02.1958)
- два ордени Вітчизняної війни ІІ ст. (1943, 1985)
- орден Червоної Зірки (1943)
- медалі
- Почесна грамота Президії Верховної Ради Української РСР (8.04.1970)
- Знак «Почесному залізничнику» (не пізніше 1943)